# Tiểu tiện không tự chủ
Tiểu tiện không tự chủ (urinary incontinence -UI), còn được gọi là tiểu tiện không tự nguyện, là bất kỳ rò rỉ nước tiểu nào không kiểm soát được.  Đó là một vấn đề phổ biến và đau khổ, có thể có tác động lớn đến chất lượng cuộc sống.  Nó đã được xác định là một vấn đề quan trọng trong chăm sóc sức khỏe lão khoa.  Thuật ngữ đái dầm thường được sử dụng để chỉ chứng tiểu không tự chủ, chủ yếu ở trẻ em, chẳng hạn như đái dầm về đêm.
Phẫu thuật vùng chậu, mang thai, sinh con và mãn kinh là những yếu tố nguy cơ chính.  Tiểu không tự chủ thường là kết quả của một tình trạng y tế tiềm ẩn nhưng được báo cáo dưới mức cho các bác sĩ.  Có bốn loại tiểu tiện không kiểm soát chính:
- Thúc giục không tự chủ do bàng quang hoạt động quá mức
- Căng thẳng không tự chủ do đóng cửa bàng quang kém
- Không tự chủ tràn do co thắt bàng quang kém hoặc tắc nghẽn niệu đạo
- Không kiểm soát được chức năng do thuốc hoặc các vấn đề sức khỏe khiến việc đi đến phòng tắm trở nên khó khăn

Phương pháp điều trị bao gồm đào tạo cơ sàn chậu, đào tạo bàng quang, phẫu thuật và kích thích điện.  Liệu pháp hành vi nói chung có tác dụng tốt hơn thuốc điều trị căng thẳng và thôi thúc không kiểm soát.  Lợi ích của thuốc là an toàn nhỏ và lâu dài là không rõ ràng.  Tiểu tiện không tự chủ là phổ biến hơn ở phụ nữ lớn tuổi.

## Nguyên nhân
Tiểu không tự chủ có thể là kết quả của cả nguyên nhân tiết niệu và không tiết niệu.  Nguyên nhân tiết niệu có thể được phân loại là rối loạn chức năng bàng quang hoặc niệu đạo và có thể bao gồm sự hoạt động quá mức của chất gây nghiện, sự tuân thủ kém của bàng quang, tình trạng rối loạn chức năng niệu đạo hoặc thiếu hụt cơ vòng trong.  Các nguyên nhân không tiết niệu có thể bao gồm nhiễm trùng, thuốc hoặc thuốc, yếu tố tâm lý, đa niệu, phân nén và hạn chế vận động.
Các loại phổ biến nhất của tiểu không tự chủ ở phụ nữ là căng thẳng tiểu không tự chủ và tiểu không tự chủ.  Phụ nữ có cả hai vấn đề có tiểu không tự chủ hỗn hợp.  Sau khi mãn kinh, sản xuất estrogen giảm và ở một số phụ nữ mô niệu đạo sẽ chứng tỏ teo với mô niệu đạo trở nên yếu hơn và mỏng hơn.  Căng thẳng tiểu không tự chủ là do mất sự hỗ trợ của niệu đạo thường là hậu quả của tổn thương cấu trúc hỗ trợ vùng chậu do hậu quả của việc sinh con.  Nó được đặc trưng bởi rò rỉ một lượng nhỏ nước tiểu với các hoạt động làm tăng áp lực ổ bụng như ho, hắt hơi và nâng.  Ngoài ra, tập thể dục thường xuyên trong các hoạt động có tác động cao có thể gây ra chứng mất kiểm soát thể thao.  Tiểu không tự chủ được gây ra bởi các cơn co thắt không được ngăn chặn của cơ detrusor.  Nó được đặc trưng bởi rò rỉ một lượng lớn nước tiểu liên quan đến cảnh báo không đủ để đi vệ sinh kịp thời.